# Suka Merindu (Sungai Rotan)
Suka Merindu is een bestuurslaag in het regentschap Muara Enim van de provincie Zuid-Sumatra, Indonesië. Suka Merindu telt 2296 inwoners (volkstelling 2010).